# 안두드 시티 FC
안두드 시티 FC는 울란바토르를 연고로 하는 몽골의 축구단이다. 현재 몽골 내셔널 프리미어리그에 참가하고 있다.

## 선수 명단

### 현역
- 알리셔 아흐메도프